# Castello di Nibbiano
Il castello di Nibbiano è un complesso fortificato sito nel centro dell'abitato di Nibbiano, frazione del comune italiano di Alta Val Tidone, nella val Tidone in provincia di Piacenza.

## Storia
L'esistenza del castello, posto in una posizione di grande importanza strategica da cui si dipartivano le strade che congiungevano la val Tidone con le limitrofe val Trebbia a est e val Versa a ovest, è documentata per la prima volta in un atto risalente al 1029, dove il diacono Gherardo concedeva la Corte de Nebiano cum castro et turre inibi abente cum capella constructa infra eadem turre in onore Sancta Maria in eredità al marchese Ugo e a sua moglie Gilda e, in mancanza di loro figli, stabiliva che passasse al monastero di San Colombano di Bobbio, di cui fece parte sino al XIV secolo. Nel 1355 entrò a far parte dei possedimenti dei marchesi Malvicini Fontana.
Nel 1514 nel castello, all'epoca di proprietà del marchese Antonio Malvicini Fontana, si insediò un contingente formato da una settantina di soldati di provenienza genovese, le quali avevano invaso la porzione più occidentale del territorio piacentino ed erano momentaneamente impossibilitate a superare il fiume Trebbia, poiché in piena. Non appena il tempo meteorologico migliorò le truppe genovesi pretesero dalla popolazione la messa a disposizione di una serie di animali per il trasporto dei bottini delle loro scorribande. Al rifiuto degli abitanti, le truppe minacciarono di incendiare il centro di Nibbiano; tuttavia la popolazione locale, dotatasi di armi riuscì a mettere in fuga le truppe occupanti, nonostante l'intervento di un ulteriore contingente composto da circa 30 soldati genovesi, i quali vennero imprigionati e poi trasferiti a Piacenza.
Nel 1765 l'edificio, che manteneva ancora le originali fattezze medievali, divenne proprietà della famiglia nobile di origine spagnola degli Azara.
Nei primi anni del XIX secolo il castello, in quel momento in rovina, ospitò l'abitazione del pretore di Nibbiano. Intorno al 1832, l'edificio subì la trasformazione in un palazzo residenziale, successivamente denominato palazzo Malvicini Fontana.

## Struttura
In seguito alle trasformazioni operate negli anni, specialmente tra il XVII e il XVIII secolo, il castello è costituito da una moltitudine di diverse porzioni realizzate e rimaneggiate in epoche diverse. La parte più facilmente identificabile è la torre principale, a base quadrangolare, che sotto la copertura del tetto a quattro falde porta ancora le tracce della merlatura.
Altri elementi fortificati sono riconoscibili in edifici del centro storico con edifici originariamente inglobati nella cinta muraria e dotati di feritoie, mentre l'accesso principale conserva ancora le tracce dei bolzoni del ponte levatoio. I resti di un'ulteriore torre, posta nella parte più alta del borgo, conservano tracce di merli murati e feritoie
All'interno dell'edificio è presente uno scalone sovrastato da un affresco risalente al Seicento e rappresentante gli stemmi delle famiglie Dal Verme e Malvicini Fontana.